# Lista de filmes portugueses de 2007
Lista de filmes portugueses de longa-metragem lançados comercialmente em Portugal em 2007, nas salas de cinema.
Nota: Na secção coprodução, passando o cursor sobre a bandeira aparecerá o nome do país correspondente.
| #  | Filme                           | Realização                                     | Género                       | Estreia        | Coprodução                        |
| -- | ------------------------------- | ---------------------------------------------- | ---------------------------- | -------------- | --------------------------------- |
| 1  | Atrás das Nuvens                | Jorge Queiroga                                 | Drama                        | 31 de maio     | —                                 |
| 2  | Belle Toujours                  | Manoel de Oliveira                             | Drama, musical               | 5 de julho     | França                            |
| 3  | Body Rice                       | Hugo Vieira da Silva                           | Drama                        | 11 de janeiro  | —                                 |
| 4  | Brava Dança                     | Jorge Pereirinha Pires José Francisco Pinheiro | Documentário                 | 8 de março     | —                                 |
| 5  | Call Girl                       | António-Pedro Vasconcelos                      | Policial, drama, suspense    | 27 de dezembro | Brasil                            |
| 6  | O Capacete Dourado              | Jorge Cramez                                   | Drama                        | 20 de setembro | —                                 |
| 7  | Corrupção                       | João Botelho                                   | Policial, drama              | 1 de novembro  | —                                 |
| 8  | Dot.com                         | Luís Galvão Teles                              | Comédia                      | 5 de abril     | Brasil                            |
| 9  | A Educação das Fadas            | José Luis Cuerda                               | Drama                        | 10 de maio     | Argentina · Espanha · França      |
| 10 | Fados                           | Carlos Saura                                   | Documentário                 | 4 de outubro   | Espanha                           |
| 11 | Floripes                        | Miguel Gonçalves Mendes                        | Histórico                    | 20 de dezembro | —                                 |
| 12 | Julgamento                      | Leonel Vieira                                  | Drama, suspense              | 11 de outubro  |                                   |
| 13 | O Mistério da Estrada de Sintra | Jorge Paixão da Costa                          | Aventura, policial, mistério | 3 de maio      | Brasil                            |
| 14 | A Outra Margem                  | Luís Filipe Rocha                              | Drama                        | 25 de outubro  | —                                 |
| 15 | Suicídio Encomendado            | Artur Serra Araújo                             | Comédia                      | 15 de março    | —                                 |
| 16 | A Vida Interior de Martin Frost | Paul Auster                                    | Comédia, drama, fantasia     | 11 de outubro  | Espanha · Estados Unidos · França |